# John Aiken (Offizier)
John Aiken, Sr. (* 10. Mai 1879; † 20. Juni 1964) war ein US-amerikanischer Brigadegeneral der US Army.

## Leben
Aiken war der zweite Sohn von John Aiken und Elizabeth Jane Blaine Aiken. Sein älterer Bruder Blaine diente als Oberleutnant der H-Kompanie des 10. Pennsylvania-Infanterieregiment im Spanisch-Amerikanischen Krieg. Er selbst absolvierte nach dem Schulbesuch eine Offiziersausbildung und war anschließend Infanterieoffizier in der National Army. Er nahm am Ersten Weltkrieg teil. Nach seiner Beförderung zum Oberstleutnant (Lieutenant-Colonel) war er erstmals vom 16. März bis 12. April 1919 sowie vom 15. bis 23. Mai 1919 zum zweiten Mal Kommandeur (Commanding Officer) des 110. Infanterieregiments (110th Infantry Regiment). Danach wechselte er in die Nationalgarde von Pennsylvania, in der er am 29. Juli 1920 ebenfalls Oberstleutnant wurde. Am 17. August 1922 wurde er in dieser zum Oberst (Colonel) befördert und übernahm daraufhin bis zum 30. November 1939 zum dritten Mal den Posten als Kommandeur des 110th Infantry Regiment.
Am 30. November 1939 wurde Aiken Kommandeur der 55. Infanteriebrigade (55th Infantry Brigade) und übte dieses Kommando bis zum 24. September 1941 aus. Nachdem er bereits zuvor Brigadegeneral der Nationalgarde von Pennsylvania sowie der US-Nationalgarde war, wurde er am 20. Februar 1941 auch zum Brigadegeneral (Brigadier-General) der US Army befördert. Am 14. Januar 1942 schied er schließlich endgültig aus dem aktiven Militärdienst aus, wurde aber später noch Generalmajor (Major General) der Nationalgarde von Pennsylvania.
Aiken war mit Sara Diana Dunning Aiken verheiratet und wurde nach seinem Tode auf Washington Cemetery in Washington beigesetzt.